# BMW GINA
La GINA Light Visionary Model, o semplicemente GINA, è una concept car presentata dalla casa automobilistica tedesca BMW nell'estate del 2008.

## Il contesto
La vettura è stata creata in quanto i membri del BMW Group Design  volevano creare un modello di auto in grado di adattarsi alle esigenze stilistiche di ogni acquirente.
Sviluppata interamente all'interno dell'azienda, è caratterizzata da una carrozzeria costituita da uno speciale tessuto elasticizzato e rivestito da una pelle idrorepellente resistente al caldo e al freddo su una struttura mobile azionata da servomeccanismi azionati automaticamente. Tale soluzione consente alla vettura di cambiare forma adattando l'aerodinamica alle condizioni di guida. Tale materiale è resistente anche all'umidità. Derivata dal design della BMW Z4, la GINA è costituita da una struttura di telaio univoca, sia a livello strutturale che a livello di design. La carrozzeria esterna è costituita da solo quattro elementi. Il componente più grande e il modulo frontale che si allunga fino alla base del parabrezza e lateralmente fino alla conclusione posteriore delle porte. Il secondo sono le due ampie fiancate che si prolungano dalla base anteriore dei longheroni laterali sottoporta fino ai passaruota posteriori e alla coda. L'ultimo componente è l'elemento centrale della coda. I proiettori della luce sono integrati nella carrozzeria per non ledere al design generale. Quando entrano in funzione, la loro illuminazione filtra attraverso uno strato di pellicola traslucida.
Il suo nome è un acronimo di Geometry and function In "N" Adaptations che significa «geometria e funzioni in "n" adattamenti» in inglese, dove "n" è un simbolo matematico che rappresenta un generico numero naturale: come a dire che il numero di adattamenti è indefinito.